# Hungría en los Juegos Paralímpicos de París 2024
Hungría estuvo representada en los Juegos Paralímpicos de París 2024 por un total de 39 deportistas, 24 mujeres y 15 hombres.

## Medallistas
El equipo paralímpico húngaro obtuvo las siguientes medallas:
| Nombre                                                             | Deporte                    | Evento                         |
| ------------------------------------------------------------------ | -------------------------- | ------------------------------ |
| Oro                                                                |                            |                                |
| Luca Ekler                                                         | Atletismo                  | Salto de longitud T38 femenino |
| Zsófia Konkoly                                                     | Natación                   | 200 m estilos SM9 femenino     |
| Zsófia Konkoly                                                     | Natación                   | 400 m libre S9 femenino        |
| Bianka Pap                                                         | Natación                   | 100 m espalda S10 femenino     |
| Péter Pál Kiss                                                     | Piragüismo                 | KL1 masculino                  |
| Plata                                                              |                            |                                |
| Luca Ekler                                                         | Atletismo                  | 400 m T38 femenino             |
| Petra Luterán                                                      | Atletismo                  | Salto de longitud T47 femenino |
| Éva Andrea Hajmási Zsuzsanna Krajnyák Boglárka Mező Amarilla Veres | Esgrima en silla de ruedas | Florete por equipos femenino   |
| Fanni Illés                                                        | Natación                   | 100 m braza SB4 femenino       |
| Zsófia Konkoly                                                     | Natación                   | 100 m mariposa S9 femenino     |
| Bianka Pap                                                         | Natación                   | 200 m estilos SM10 femenino    |
| Bronce                                                             |                            |                                |
| Bianka Pap                                                         | Natación                   | 400 m libre S10 femenino       |
| Alexa Szvitacs                                                     | Tenis de mesa              | Individual WS9 femenino        |
| Endre Major                                                        | Tenis de mesa              | Individual MS1 masculino       |
| Péter Pálos                                                        | Tenis de mesa              | Individual MS11 masculino      |